# Chicken Run: Dawn of the Nugget
Chicken Run: Dawn of the Nugget is een Britse stop-motion animatiefilm uit 2023 geregisseerd door Sam Fell. De film is een vervolg op Chicken Run uit 2000.

## Verhaal
Rocky en Ginger wonen nu op een eiland en zijn bevallen van een dochter, Molly. Naarmate ze ouder wordt, is ze niet langer tevreden met het leven op deze plek en wil ze de buitenwereld verkennen.

## Stemverdeling
| Rol            | Origineel             | Nederlands          |
| -------------- | --------------------- | ------------------- |
| Ginger         | Thandiwe Newton       | Katja Schuurman     |
| Rocky          | Zachary Levi          | Ruben Lürsen        |
| Molly          | Bella Ramsey          | Tara Hetharia       |
| Bunty          | Imelda Staunton       | Hymke de Vries      |
| Mac            | Lynn Ferguson         | Maaike Schuurmans   |
| Fowler         | David Bradley         | Rob van de Meeberg  |
| Babs           | Jane Horrocks         | Bente van den Brand |
| Nick           | Romesh Ranganathan    | Finn Poncin         |
| Fetcher        | Daniel Mays           | Pepijn Koolen       |
| Frizzle        | Josie Sedgwick-Davies | Sarah Nauta         |
| Reginald Smith | Peter Serafinowicz    | Wiebe-Pier Cnossen  |
| Dr. Fry        | Nick Mohammed         | Ad Knippels         |
| Mevr. Tweedy   | Miranda Richardson    | Lucie de Lange      |

## Release
De film ging in première op 14 oktober 2023 op het Filmfestival van Londen en werd op 15 december 2023 uitgebracht door Netflix. In tegenstelling tot de eerste film is er geen Vlaamse stemmencast met de verschillende dialecten.

## Ontvangst
Op Rotten Tomatoes heeft Chicken Run: Dawn of the Nugget een waarde van 78% en een gemiddelde score van 6,80/10, gebaseerd op 37 recensies. Op Metacritic heeft de film een gemiddelde score van 62/100, gebaseerd op 13 recensies.

## Prijzen en nominaties
De belangrijkste:
| Jaar | Prijs                           | Categorie                           | Genomineerde(n)        | Uitslag     |
| ---- | ------------------------------- | ----------------------------------- | ---------------------- | ----------- |
| 2024 | British Academy Film Awards     | Beste animatiefilm                  | Beste animatiefilm     | Genomineerd |
| 2023 | Hollywood Music in Media Awards | Best Original Score — Animated Film | Harry Gregson-Williams | Genomineerd |